# Euchiton ruahinicus
Euchiton ruahinicus là một loài thực vật có hoa trong họ Cúc. Loài này được (D.G.Drury) Breitw. & J.M.Ward mô tả khoa học đầu tiên năm 1998.